# Palkstraße
Die Palkstraße (englisch Palk Strait) ist eine zwischen 55 und 127 km breite Meerenge zwischen dem indischen Bundesstaat Tamil Nadu und der Nordspitze des Inselstaates Sri Lanka. Sie verbindet den Golf von Bengalen im Nordosten mit der südwestlich von ihr liegenden Palkbucht (Palk Bay). Eine Landzunge Tamil Nadus, die Insel Pamban, die Adamsbrücke (Adam’s Bridge bzw. Rama’s Bridge) und die zu Sri Lanka gehörende Insel Mannar trennen die Palkbucht von dem weiter südwestlich liegenden Golf von Mannar.
Zwischen der von Tamil Nadu in südöstlicher Richtung verlaufenden Landzunge und der Insel Pamban bietet die nur etwa zwei Kilometer breite und von der Pamban-Brücke überquerte Pamban-Passage eine Durchfahrt für kleinere Schiffe, für die die Eisenbahnbrücke geöffnet werden muss. Die aus einer Abfolge kleiner Inseln und Korallenriffe bestehende Adamsbrücke ist allenfalls für kleine Fischerboote an wenigen Durchlässen passierbar, daher gilt die Palkbucht als Bucht im Sinne eines nur über die Palkstraße erreichbaren abgeschlossenen Meeresgebiets.
Die Meerenge wurde nach Sir Robert Palk, 1. Baronet (1717–1798) benannt, dem britischen Gouverneur der Provinz Madras in den Jahren von 1763 bis 1767.
In Indien wird immer wieder eine Verkürzung des Seewegs um Sri Lanka herum durch das Sethusamudram Shipping Canal Project (kurz Setu-Kanal) in verschiedenen Varianten erörtert. Dabei geht es um den Bau einer auch für Hochseeschiffe geeigneten Kanalrinne durch die Adamsbrücke und um Vertiefungen in der Palkstraße und im Golf von Mannar.